# Ивана Боланча
Ивана Боланча (2. март 1977, Загреб, Хрватска, Југославија) је хрватска глумица.

## Улоге
| Год.       | Назив              | Улога                       |
| ---------- | ------------------ | --------------------------- |
| 1999.      | Гарција            | Сестра Беатрис              |
| 2000.      | Новакови           | Марта                       |
| 2000.      | Грађани            |                             |
| 2001.      | Ајмо жути          | Ћабрајина секретарица       |
| 2003.      | Сјај у очима       | Романа                      |
| 2004.      | Смеће              |                             |
| 2004.      | 100 минута славе   | Клара                       |
| 2004.      | Није бед           |                             |
| 2005.      | Кад звони?         | професорка енглеског језика |
| 2005-2006. | Битанге и принцезе | Барбара Кларић              |
| 2006.      | Пут лубеница       | Паукова жена                |
| 2007.      | Армин              | Нана                        |
| 2007-2008. | Понос Раткајевих   | Хелена Јурић                |
| 2008.      | Закон љубави       | Олинка Тадеј                |